# Jyri Pelkonen
Jyri Pelkonen (ur. 21 grudnia 1965 r.) – fiński kombinator norweski, brązowy medalista mistrzostw świata i brązowy medalista mistrzostw świata juniorów.

## Kariera
Pierwszy sukces w swojej karierze Jyri Pelkonen osiągnął w 1985 roku, kiedy na Mistrzostwach Świata w Seefeld in Tirol wraz z Jukką Ylipullim i Jouko Karjalainenem zdobył brązowy medal w sztafecie. W konkursie indywidualnym uplasował się poza czołową piętnastką. W tym samym roku zdobył indywidualnie brązowy medal Mistrzostwach Świata Juniorów w Täsch.
W Pucharze Świata zadebiutował 20 grudnia 1984 roku w Sankt Moritz. Zajął wtedy 23. miejsce w konkursie rozgrywanym metodą Gundersena. Pierwsze pucharowe punkty (w sezonach 1983/1984-2001/2002 obowiązywała inna punktacja Pucharu Świata) wywalczył już 5 stycznia 1985 roku w Schonach, gdzie zajął 15. miejsce. W klasyfikacji generalnej sezonu 1984/1985 zajął 41. miejsce. Najlepiej w PŚ prezentował się w sezonie 1985/1986, który ukończył na trzydziestej pozycji. Wtedy też uzyskał swój najlepszy wynik w zawodach tego cyklu - 14 marca 1986 roku w Oslo zajął 13. miejsce.
W zawodach pucharowych startował do końca sezonu 1989/1990, ale osiągał coraz słabsze wyniki. Mimo to wziął udział w Mistrzostwach Świata w Oberstdorfie w 1987 roku, gdzie zajął indywidualnie 38. miejsce, a w sztafecie był ósmy. Ostatnią imprezą tego kalibru w jego karierze były Mistrzostwa Świata w Lahti w 1989 roku, gdzie był szósty w konkursie indywidualnym, a wraz z kolegami z reprezentacji zajął ósme miejsce.
Po zakończeniu kariery zawodniczej Pelkonen został trenerem. Prowadził między innymi reprezentację Norwegii w latach 2000-2002, a następnie reprezentację Finlandii.

## Osiągnięcia

### Mistrzostwa świata
| Miejsce | Dzień       | Rok  | Miejscowość      | Konkurencja          | Wynik zwycięzcy | Strata      | Zwycięzca         |
| ------- | ----------- | ---- | ---------------- | -------------------- | --------------- | ----------- | ----------------- |
| ?       | 18 stycznia | 1985 | Seefeld in Tirol | Gundersen K-90/15 km | 410.10 pkt      | ?           | Hermann Weinbuch  |
| 3.      | 25 stycznia | 1985 | Seefeld in Tirol | Sztafeta K-90/3x5 km | 1276.90 pkt     | -75.30 pkt  | RFN               |
| 38.     | 13 lutego   | 1987 | Oberstdorf       | Gundersen K-90/15 km | 423.80 pkt      | -61.28 pkt  | Torbjørn Løkken   |
| 8.      | 14 lutego   | 1987 | Oberstdorf       | Sztafeta K-90/3x5 km | 1261.94 pkt     | -91.42 pkt  | RFN               |
| 6.      | 18 lutego   | 1989 | Lahti            | Gundersen K-90/15 km | 37:10.7 min     | +3:48.3 min | Trond Einar Elden |
| 8.      | 24 lutego   | 1989 | Lahti            | Sztafeta K-90/3x5 km | 1:24:21.7 h     | +5:02.0 min | Norwegia          |

### Mistrzostwa świata juniorów
| Miejsce | Dzień     | Rok  | Miejscowość | Konkurencja              | Wynik zwycięzcy | Strata | Zwycięzca          |
| ------- | --------- | ---- | ----------- | ------------------------ | --------------- | ------ | ------------------ |
| 3.      | 11 lutego | 1985 | Täsch       | Indywidualnie K-90/15 km | ?               | ?      | Siergiej Nikiforow |

### Puchar Świata

#### Miejsca w klasyfikacji generalnej
- sezon 1984/1985: 41.
- sezon 1985/1986: 30.
- sezon 1988/1989: 43.

#### Miejsca na podium
Pelkonen nigdy nie stał na podium indywidualnych zawodów Pucharu Świata.